# Vitel'Homme Innocent
Vitel'Homme Innocent, né le 27 mars 1986, est un chef de gang haïtien. Le 15 novembre 2023, il est ajouté à la liste des dix fugitifs les plus recherchés du FBI, pour son rôle dans les enlèvements de missionnaires haïtiens en 2021.

## Biographie
Vitel'Homme Innocent est le chef du gang Kraze Baryé, qui depuis mai 2024, participait à l'alliance des gangs haïtiens Viv Ansanm. L'alliance comprend également les Forces révolutionnaires de la famille du G9 et leurs alliés ainsi que 400 Mawozo.
En juillet 2021, Vitel'Homme Innocent conclut un accord avec Joly « Yonyon » Germine, haut responsable du gang 400 Mawozo, pour travailler en coopération dans le quartier de la Croix-des-Bouquets.
Il est accusé des enlèvements de missionnaires haïtiens en 2021.
En janvier 2023, il tue quatre policiers à Pétion-Ville.
Le 24 octobre 2023, Vitel'Homme Innocent est accusé d'avoir ordonné l'enlèvement en octobre 2022 d'un couple américain et d'avoir laissé la femme, Marie Odette Franklin, morte.

## Poursuites judiciaires
Le 15 novembre 2023, Vitel'Homme Innocent est la 532e personne ajoutée à la liste des dix fugitifs les plus recherchés du FBI, en remplacement de Michael James Pratt. Dans une interview accordée à CNN en avril 2024, il exprime sa volonté de se défendre devant un tribunal américain.